# Вероятностное пространство
Вероя́тностное простра́нство — понятие, введённое А. Н. Колмогоровым в 30-х годах XX века для формализации понятия вероятности, которое дало начало бурному развитию теории вероятностей как строгой математической дисциплины.

## История возникновения понятия
В 1904 году Анри Лебег опубликовал свой курс, посвящённый интегральному исчислению. В нём французский математик обстоятельно рассмотрел понятие интеграла, осветил его эволюцию с момента изобретения этого понятия Ньютоном и Лейбницем до начала 20 века. В конце этого курса Лебег приводит своё определение интеграла. Приведённая им конструкция впоследствии станет известна под названием интеграл Лебега.
Такие термины, как сигма-алгебра, борелевские множества появились уже в трудах Лебега с отсылкой к работам Бореля, который ранее уже исследовал вопросы топологии прямой и понял, что исследуемые им множества также имеют значение для аксиоматизации теории вероятности.
В 1933 году Андрей Колмогоров в своей работе «Основные понятия теории вероятностей» вводит систему аксиом, известную ныне как  аксиоматика Колмогорова, которая описывает схему, позволяющую работать с широким классом случайных процессов, не описываемых существовавшими до этого преимущественно дискретными схемами.
Колмогоров отмечает, что Лебег своей работой показал всем новую грань понятия интеграла — с его помощью можно определить математическое ожидание случайной величины в случае континуальной мощности множества элементарных исходов, а также в случае континуального непрерывного времени. Аксиомы Колмогорова позволяют отделить множества, на которых можно использовать аппарат современной теории вероятностей. Множествами, для которых заранее неизвестно, выполняются ли на них некоторые из аксиом, занимается математическая статистика, которая выносит заключение о применимости аксиоматики исходя из наблюдаемой выборки элементов множества.

## Определение
Вероятностное пространство — это тройка {\displaystyle (\Omega ,{\mathfrak {A}},\mathbb {P} )}
- {\displaystyle \Omega } — произвольное непустое множество, элементы которого называются элементарными событиями, исходами или точками;
- {\displaystyle {\mathfrak {A}}} — сигма-алгебра подмножеств {\displaystyle \Omega }, называемых (случайными) событиями;
- {\displaystyle \mathbb {P} } — вероятностная мера или вероятность, то есть сигма-аддитивная конечная мера, такая что {\displaystyle \mathbb {P} (\Omega )=1}.

### Замечания
- Элементарные события (элементы {\displaystyle \Omega }), по определению, — это исходы случайного эксперимента, из которых в эксперименте происходит ровно один.
- Каждое случайное событие (элемент {\displaystyle {\mathfrak {A}}}) — это подмножество {\displaystyle \Omega }. Говорят, что в результате эксперимента произошло случайное событие {\displaystyle A\subseteq \Omega }, если (элементарный) исход эксперимента является элементом {\displaystyle A}.
Требование, что {\displaystyle {\mathfrak {A}}} является сигма-алгеброй подмножеств {\displaystyle \Omega }, позволяет, в частности, говорить о вероятности случайного события, являющегося объединением счётного числа элементарных событий, а также о вероятности дополнения любого события.

## Частные случаи вероятностных пространств

### Классическое вероятностное пространство[5]
Пусть {\displaystyle \Omega =\{\omega _{1},\ldots ,\omega _{n}\}} — конечное множество, содержащее {\displaystyle \vert \Omega \vert =n} элементов. В качестве сигма-алгебры удобно взять {\displaystyle 2^{\Omega }} — множество всех подмножеств {\displaystyle \Omega }. Легко показать, что общее число элементов множества всех подмножеств, то есть число различных случайных событий, как раз равно {\displaystyle 2^{\vert \Omega \vert }}, что объясняет обозначение. Вероятностью события полагают отношение числа элементарных исходов для этого события к общему числу исходов:
{\displaystyle \mathbb {P} (A)={\frac {n_{A}}{n}}},
где {\displaystyle A\subset \Omega }, и {\displaystyle \vert A\vert =n_{A}} — число элементарных исходов, принадлежащих {\displaystyle A}.
В частности, вероятность любого элементарного события:
{\displaystyle \mathbb {P} (\{\omega \})={\frac {1}{n}},\;\forall \omega \in \Omega .}

#### Пример
Рассмотрим эксперимент с бросанием уравновешенной монеты. Естественным будет взять два события: выпадение герба ({\displaystyle \Gamma }) и выпадение решки ({\displaystyle \mathrm {P} }), то есть {\displaystyle \Omega =\{\Gamma ,\mathrm {P} \}.} Тогда {\displaystyle {\mathfrak {A}}=\{\{\Gamma \},\{\mathrm {P} \},\{\Gamma ,\mathrm {P} \},\varnothing \},} и вероятность можно посчитать следующим образом:
{\displaystyle \mathbb {P} (\{\Gamma \})={\frac {1}{2}},\;\mathbb {P} (\{\mathrm {P} \})={\frac {1}{2}},\;\mathbb {P} (\{\Gamma ,\mathrm {P} \})=1,\;\mathbb {P} (\varnothing )=0.}
Таким образом определена тройка {\displaystyle (\Omega ,{\mathfrak {A}},\mathbb {P} )} — вероятностное пространство, в рамках которого можно рассматривать различные задачи.

### Дискретное вероятностное пространство[6]
Пусть {\displaystyle \Omega } — не более чем счётное множество, {\displaystyle {\mathfrak {A}}} — набор всех подмножеств {\displaystyle \Omega }. Пусть {\displaystyle p_{\omega }}, {\displaystyle \omega \in \Omega } — неотрицательные числа такие, что {\displaystyle \sum _{\omega \in \Omega }p_{\omega }=1}. Тогда для любого события {\displaystyle A\in {\mathfrak {A}}} положим{\displaystyle \mathbb {P} \left(A\right)=\sum _{\omega \in A}p_{\omega }}
В случае, если мощность множества {\displaystyle \Omega } равна {\displaystyle n} и {\displaystyle p_{\omega }={\frac {1}{n}}}, получаем классическое определение вероятности.

### Геометрические вероятности[7]
Пусть {\displaystyle \Omega } — ограниченное множество {\displaystyle n}-мерного евклидова пространства, обладающее объёмом. Пусть {\displaystyle {\mathfrak {A}}} — система подмножеств {\displaystyle \Omega }, имеющих объём. Тогда для любого события {\displaystyle A\in {\mathfrak {A}}} положим
{\displaystyle \mathbb {P} \left(A\right)={\frac {\mu \left(A\right)}{\mu \left(\Omega \right)}}}где {\displaystyle \mu \left(C\right)} — объём множества {\displaystyle C}.